# Damase Jalbert
Damase Jalbert, né à Cap-Saint-Ignace en 1842 et mort à Saint-Jérôme-de-Métabetchouan en 1904, est un entrepreneur de la région du Saguenay-Lac-Saint-Jean au Québec, Canada.

## Biographie
Important contributeur au développement économique du Domaine-du-Roy, il fut le propriétaire de plusieurs scieries dans la région. Il œuvra surtout dans le domaine du bois et des pâtes et papiers, bien qu'il ait aussi ouvert deux magasins généraux ainsi qu'une fromagerie à Saint-Jérôme-de-Métabetchouan et à Lac-Bouchette. L'accomplissement majeur de Damase Jalbert est sans doute la fondation du village de Val-Jalbert (alors appelé Saint-Georges-de-Ouiatchouan) en 1901, pour y établir l'usine principale de sa nouvelle entreprise, la Compagnie de pulpe de Ouiatchouan. Le village ferma en 1927 après que la Quebec Pulp and Paper Mills Ltd., nouvelle propriétaire de l'usine, ait décidé d'y arrêter la production. Abandonné jusque dans les années 1950, le village fantôme a été converti en attraction touristique dans les années 1960 et a été classé site historique en 1996.